# De Dion-Bouton Type J
La Type J era un'autovettura prodotta fra il 1901 e il 1902 dalla Casa automobilistica francese De Dion-Bouton.

## Storia e profilo
Questa vettura fu in pratica un'evoluzione della Type I, di cui prese il posto nel listino della casa di Puteaux. Spesso viene inclusa nella gamma delle cosiddette Populaire, una sorta di "gamma trasversale" che includeva anche altri modelli De Dion-Bouton, ma secondo alcune fonti la Type J non ne faceva ancora parte, lasciando invece alla Type N, peraltro il modello erede della Type J stessa, il compito di inaugurare la gamma delle Populaire. Quanto alla Type J, essa venne brevettata alla fine del 1901 e subito dopo cominciarono ad essere prodotti i primissimi esemplari.
La Type J era equipaggiata con lo stesso monocilindrico della Type I, vale a dire un motore da 700 cm3 (alesaggio e corsa pari a 90 x 110 mm) in grado di erogare fino a 6 CV di potenza massima. Il motore, montato anteriormente, portava la coppia motrice al retrotreno attraverso un cambio a due marce (senza retromarcia) ed un albero di trasmissione a giunto cardanico. Il telaio era di tipo tubolare e montava sospensioni ad assale rigido davanti e, sempre ad assale rigido ma del tipo a ponte De Dion sul retrotreno. 
La produzione della Type J durò poco più di sei mesi: nel mese di giugno del 1902, infatti, venne introdotta la Type N destinata a succederle.